# Гаевица
Га́евица, или хорватская латиница (названа по имени своего создателя, деятеля хорватского Возрождения Людевита Гая) — латинский алфавит для хорватского языка, созданный в середине XIX века по образцу чешского и с тех пор более не менявшийся. В настоящее время гаевица используется для записи сербохорватского (сербского, хорватского, боснийского, черногорского) и словенского (без букв ć и đ) языков.
Хорватский алфавит является латинизированным аналогом кириллической вуковицы, используемой сербским языком. Гаевица, наряду с вуковицей, используется в Боснии и Герцеговине, Сербии и Черногории.
Хорватский алфавит состоит из 30 букв:
| Буква | Звук | Русская практическая транскрипция | Вуковица |
| ----- | ---- | --- | -------- |
| A a   | [a]  | а (đa → джя, lja → ля, nja → ня, ja → [ь]я)                                                                                              | А а      |
| B b   | [b]  | б | Б б      |
| C c   | [ʦ]  | ц | Ц ц      |
| Č č   | [ʧ]  | ч (č произносится твёрже, чем ć) | Ч ч      |
| Ć ć   | [ʨ]  | ч (ć произносится мягче, чем č) | Ћ ћ      |
| D d   | [d]  | д | Д д      |
| Dž dž | [ʤ]  | дж | Џ џ      |
| Ð đ   | [ʥ]  | джь (đa → джя, đe → дже, đi → джи, đo → джё, đu → джю)                                                                                   | Ђ ђ      |
| E e   | [e]  | э (в начале слова и после гласных), е (после согласных)                                                                                  | Е е      |
| F f   | [f]  | ф | Ф ф      |
| G g   | [g]  | г | Г г      |
| H h   | [x]  | х | Х х      |
| I i   | [i]  | и | И и      |
| J j   | [j]  | й (в начале слова и после гласных: ja → я, je → е, ji → и, jo → йо, ju → ю; после согласных: ja → ья, je → ье, ji → ьи, jo→ ьо, ju → ью) | Ј ј      |
| K k   | [k]  | к | К к      |
| L l   | [l]  | л | Л л      |
| Lj lj | [λ]  | ль (lja → ля, lje → ле, lji → ли, ljo → лё, lju → лю)                                                                                    | Љ љ      |
| M m   | [m]  | м | М м      |
| N n   | [n]  | н | Н н      |
| Nj nj | [ɲ]  | нь (nja → ня, nje → не, nji → ни, njo → нё, nju → ню)                                                                                    | Њ њ      |
| O o   | [o]  | о (đo → джё, ljo → лё, njo → нё, jo → йо в начале слова и после гласных, ьо после согласных)                                             | О о      |
| P p   | [p]  | п | П п      |
| R r   | [r]  | р (всегда, в том числе и слогообразующее, как в vrt «сад»)                                                                               | Р р      |
| S s   | [s]  | с | С с      |
| Š š   | [ʃ]  | ш | Ш ш      |
| T t   | [t]  | т | Т т      |
| U u   | [u]  | у (đu → джю, lju → лю, nju → ню, ju → [ь]ю)                                                                                              | У у      |
| V v   | [v]  | в | В в      |
| Z z   | [z]  | з | З з      |
| Ž ž   | [ʒ]  | ж | Ж ж      |

Буквы Q, X, Y, W не входят в алфавит, но сохраняются в иностранных именах собственных: «Queen», Bordeaux, New York.

## Сравнение с западнославянскими алфавитами
Алфавиты западнославянских языков тоже построены на основе латиницы.
Буквы Š, Ž и Č используются в таком же значении в чешском и словацком алфавитах, а Ć — в польском. Такое же, как в словацком и польском алфавитах, имеет значение и диграф dž (в польском написании — dż). Однако
- звук [x] обозначается в гаевице одной буквой H h, в отличие от западнославянского Ch ch;
- буква L l обозначает в гаевице, как и в словацком, твёрдое «л» (ср. польск. Ł ł);
- мягкие звуки «ль» и «нь» обозначаются диграфами с буквой j, в отличие от западнославянских алфавитов и вуковицы, где для означенных звуков имеются отдельные буквы.